# 郭夢得
郭夢得（？—？），字甫卿，號肖野，福建泉州府同安縣人，鹽籍，明朝政治人物。

## 生平
嘉靖三十七年（1558年）戊午科福建鄉試第八十三名。嘉靖四十一年（1562年），登壬戌科三甲第九十五名進士。历官廣東潮陽縣、南海县知縣。隆慶五年（1571年）升常州府同知。萬曆初任瓊州府知府。

## 家族
曾祖郭尚正，壽官；祖父郭世仰；父郭榜。前母葉氏；母吳氏。具庆下。兄仁春。